# Robinson Canó
Robinson José Canó Mercedes (ur. 22 października 1982) – dominikański baseballista występujący na pozycji drugobazowego w New York Mets.

## Przebieg kariery

### New York Yankees
W styczniu 2001 roku jako wolny agent podpisał kontrakt z New York Yankees i początkowo występował w klubach farmerskich tego zespołu, między innymi w Columbus Clippers. W Major League Baseball zadebiutował 3 maja 2005 w meczu przeciwko Tampa Bay Rays. W sezonie 2005 w głosowaniu na najlepszego debiutanta sezonu zajął 2. miejsce za Hustonem Streetem z Oakland Athletics. Rok później został wybrany po raz pierwszy w karierze do Meczu Gwiazd, jednak nie mógł wystąpić z powodu kontuzji.
W styczniu 2008 roku podpisał sześcioletni kontrakt wart 55 milionów dolarów. W sezonie 2009 wystąpił w World Series, w którym Yankees pokonali Philadelphia Phillies w sześciu meczach, zaś w 2010 w głosowaniu na najbardziej wartościowego zawodnika zajął 3. miejsce za Joshem Hamiltonem z Texas Rangers i Miguelem Cabrerą z Detroit Tigers.

### Seattle Mariners
W grudniu 2013 został zawodnikiem Seattle Mariners, podpisując jako wolny agent 10-letni kontrakt wart 240 milionów dolarów. 17 kwietnia 2014 w meczu z Texas Rangers zdobył pierwszego home runa w barwach nowego klubu. W sierpniu 2014 został powołany do składu Major League All-Star na tournée do Japonii, które odbyło się w dniach 11–20 listopada 2014. 23 września 2015 w przegranym po dziesięciu zmianach spotkaniu z Kansas City Royals zaliczył 2000. uderzenie w MLB.
13 maja 2018 w meczu przeciwko Detroit Tigers został uderzony piłką i doznał złamania prawej ręki. Dwa dni później został zawieszony przez władze ligi MLB na 80 meczów, za zażywanie zabronionych substancji.

### New York Mets
3 grudnia 2018 w ramach wymiany zawodników przeszedł do New York Mets. W swoim pierwszym podejściu do odbicia w barwach nowego klubu, w meczu wyjazdowym przeciwko Washington Nationals, Canó zdobył home runa po narzucie Maksa Scherzera. W pierwszej połowie ósmej zmiany zaliczył RBI single, co dało drużynie z Nowego Jorku prowadzenie i ostatecznie zwycięstwo 2–0.

### Kariera reprezentacyjna
W marcu 2013 wraz z reprezentacją Dominikany zwyciężył w  World Baseball Classic i został wybrany najbardziej wartościowym zawodnikiem tego turnieju.

## Życie prywatne
Jego ojciec José Canó był również baseballistą i występował między innymi w Houston Astros, w którym rozegrał 6 meczów.

## Nagrody i wyróżnienia
| Nagroda/wyróżnienie      | Lata                                           | Źródło |
| 8× All-Star              | 2006, 2010, 2011, 2012, 2013, 2014, 2016, 2017 | [ 1 ]  |
| All-Star Game MVP        | 2017                                           | [ 20 ] |
| 2× Gold Glove Award      | 2010, 2012                                     | [ 21 ] |
| 5× Silver Slugger Award  | 2006, 2010, 2011, 2012, 2013                   | [ 22 ] |
| Zwycięzca w World Series | 2009                                           | [ 7 ]  |